# Río Mulatos
 (avril 2014).
Le río Mulatos est un fleuve de Colombie qui a son embouchure dans la Mer des Caraïbes.

## Géographie
Le río Mulatos prend sa source à l'extrémité nord de la serranía de Abibe, au nord de la cordillère Occidentale, dans le département d'Antioquia. Il coule ensuite vers le nord avant de rejoindre la Mer des Caraïbes au niveau de la municipalité de Necoclí.